# Dévaványa vasútállomás
Dévaványa vasútállomás egy Békés vármegyei vasútállomás (1971. óta fejállomás), a MÁV üzemeltetésében. Jegypénztárral rendelkezik, a talált tárgyak osztálya a város felől személypénztárban található, kerékpártároló is van az állomás területén. A felvételi épület eredeti formája: ÁVT mellékvonali I. osztályú típusépület. A település központjának nyugati részén helyezkedik el, közúti elérését a 4205-ös útból kiágazó 42 332-es számú mellékút biztosítja.
Az Alföldi Kéktúra 5-ös és 6-os számú szakaszának határa, egyben bélyegző helye is.

## Áthaladó vasútvonalak
- Körösnagyharsány–Vésztő–Gyoma-vasútvonal (127)
- Korábban érintette az állomást a Kisújszállás–Dévaványa–Gyoma-vasútvonal is, de annak Kisújszállás vasútállomás és Dévaványa közti szakaszát 1971-ben bezárták, a következő évben a vágányokat is felszedték.

## Forgalom
| Járat        | Útvonal | Gyakoriság                            |
| ------------ | --- | ------------------------------------- |
| személyvonat | Gyoma – Dévaványa – Körösladány – Szeghalom – Vésztő | Napi 5 Gyoma felé, napi 7 Vésztő felé |
| személyvonat | Békéscsaba → Fényes → Bicere → Gyula (→ Gyulai városerdő) → József Szanatórium → Sarkadi Cukorgyár → Sarkad → Kötegyán → Méhkerék → Sarkadkeresztúr → Okány → Vésztő → Szeghalom → Körösladány → Dévaványa → Gyoma | Napi 2 Gyoma felé                     |